# Tsugumi Sakurai
Tsugumi Sakurai (japanisch 櫻井 つぐみ Sakurai Tsugumi; * 3. September 2001 in der Präfektur Kōchi) ist eine japanische Ringerin.

## Karriere
Sakurai begann 2020 ein Studium an der Ikuei-Universität. Ihren internationalen Durchbruch hatte sie 2021, als sie im Freistil-Federgewicht Weltmeisterin wurde. Im darauffolgenden Jahr wechselte sie ins Weltergewicht und wurde 2022 sowohl Weltmeisterin als auch Asiensiegerin und Siegerin bei den Asienspielen.
2023 verteidigte sie erfolgreich ihren Weltmeistertitel. Im Jahr 2024 gewann Sakurai Gold bei den Olympischen Spielen in Paris und sicherte sich Silber bei den Asienmeisterschaften. Im selben Jahr wurde ihr die japanische Ehrenmedaille am Violetten Band verliehen.
Seit 2025 studiert sie an der Universität Kōchi.